# Platformkapitalisme
Platformkapitalisme is de neiging van bedrijven om net zoals Roblox, Fortnite, Alphabet, Meta, Apple, Microsoft, Uber, Airbnb, Amazon en andere als kapitalistische platformen te werken. In dit zakenmodel wordt hardware en software als zuil gebruikt voor andere bedrijven hun zaken te ondernemen.
Het platformkapitalisme is vaak in relatie tot platformverval gelegd, waarbij het platform de markt aan de hand van zeer goedkope en nuttige diensten overneemt. Vervolgens, na een gebrek van concurrentie, begint de onderneming advertenties, hogere tarieven en andere vormen van economische rente in te voeren.
In tegenstelling tot dit begrip is er de platformcoöp, waarbij deze ondernemingen als coöperatie worden ondernomen. Wikipedia, het vrijwilligerswerk daarentegen, wordt als een op commons gebaseerde peerproductie gezien.